# 拉讷沃维尔-代里耶尔富
拉讷沃维尔-代里耶尔富（法語：Laneuveville-derrière-Foug，法語發音：[lanœv.vil dɛʁjɛʁ fu]，意为“富后方的拉讷沃维尔”）是法国默尔特-摩泽尔省的一个市镇，位于该省西南部，属于图勒区。

## 地理
拉讷沃维尔-代里耶尔富（48°42'36"N, 5°48'16"E）面积1.13 平方千米，位于法国大東部大區默尔特-摩泽尔省，该省份为法国东北部内陆省份，是洛林的一部分，北邻比利时、卢森堡，北起顺时针与摩泽尔省、下莱茵省、孚日省和默兹省接壤。
与拉讷沃维尔-代里耶尔富接壤的市镇（或旧市镇、城区）包括：布吕莱、富镇、吕塞、特龙德。
拉讷沃维尔-代里耶尔富的时区为UTC+01:00、UTC+02:00（夏令时）。

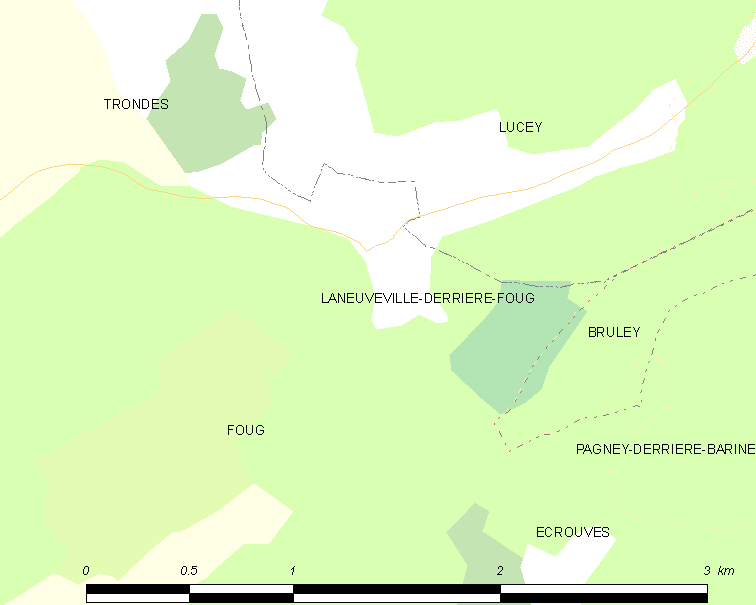
拉讷沃维尔-代里耶尔富的OSM定位图

## 行政
拉讷沃维尔-代里耶尔富的邮政编码为54570，INSEE市镇编码为54298。

## 政治
拉讷沃维尔-代里耶尔富所属的省级选区为图勒县。

## 人口
拉讷沃维尔-代里耶尔富于2022年1月1日时的人口数量为155人。

1962-2008年间拉讷沃维尔-代里耶尔富人口变化图示